# Radzynek
Radzynek – wieś w Polsce, położona w województwie kujawsko-pomorskim, w powiecie rypińskim, w gminie Brzuze.
W latach 1975–1998 wieś administracyjnie należała do województwa włocławskiego.

## Integralne części wsi
| SIMC    | Nazwa                | Rodzaj                          |
| ------- | -------------------- | ------------------------------- |
| 0859739 | Kolonia Radzynkowska | część wsi                       |
| 0993538 | Kontrewers           | część wsi (zniesiona w 2023 r.) |
| 0859745 | Parowa               | część wsi                       |
| 0993662 | Pod Nowiny           | część wsi                       |
| 0993679 | Pod Paproty          | część wsi                       |

## Demografia
Według Narodowego Spisu Powszechnego (III 2011 r.) liczyła 241 mieszkańców. Jest ósmą co do wielkości miejscowością gminy Brzuze.

## Oświata
W latach 1988–1990 z inicjatywy ówczesnego dyrektora dra Mirosława Krajewskiego wzniesiono nowy gmach szkoły wraz z domem nauczyciela.